# ادینالدو (بازیکن فوتبال، زاده ۱۹۸۸)
ادینالدو (انگلیسی: Edinaldo؛ زادهٔ ۲ آوریل ۱۹۸۸) بازیکن فوتبال اهل برزیل است.